# Färgverk
Ett färgverk är en del i en tryckpress som har till uppgift att bearbeta och transportera tryckfärgen till de tryckande cylindrarna.
Färgverket består av en färgkista (färgkar), där en färgduktor roterar och drar med sig en färgfilm vars tjocklek regleras av en färgkniv som kan vara hel eller bestå av flera separat inställbara segment fördelade över aktuell tryckbredd.
Duktorn, eller "färgstenen" som det kallades förr, lämnar sin färgfilm till en hoppvals av gummi som hämtar och lämnar färg i intervaller. Ett annat system är en så kallad "filmvals", oftast i plastmaterial, som är beröringsfritt placerad med ett avstånd från duktor och därför nominellt, i teorin, hämtar den färg som överbryggar detta avstånd, men i praktiken något mer.
Hopp- eller filmvals lämnar över till system av överföringsvalsar som ihop med en eller flera oscillerande valsar lämnar över till formvalsar som är de sista överföringsvalsarna innan "formen", eller den tryckande cylindern.